# Oschatz

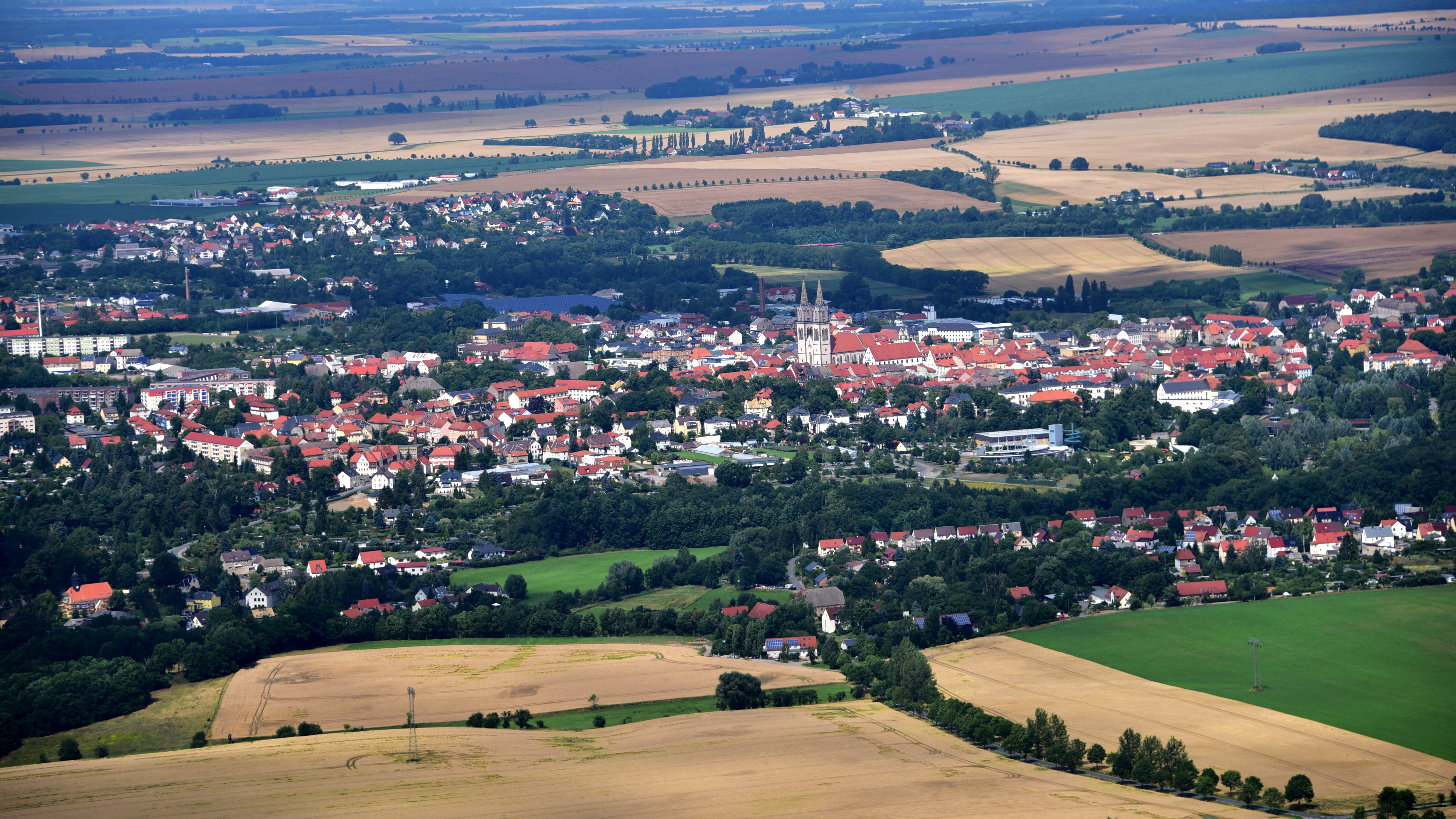
Oschatz, Luftaufnahme (2017)

Oschatz [ˈoːʃats] ist eine sächsische Große Kreisstadt, nennt sich „die Stadt im Herzen von Sachsen“ und liegt etwa 55 km östlich von Leipzig an der Bahnstrecke Leipzig–Dresden.

## Geographie

### Lage und Klima

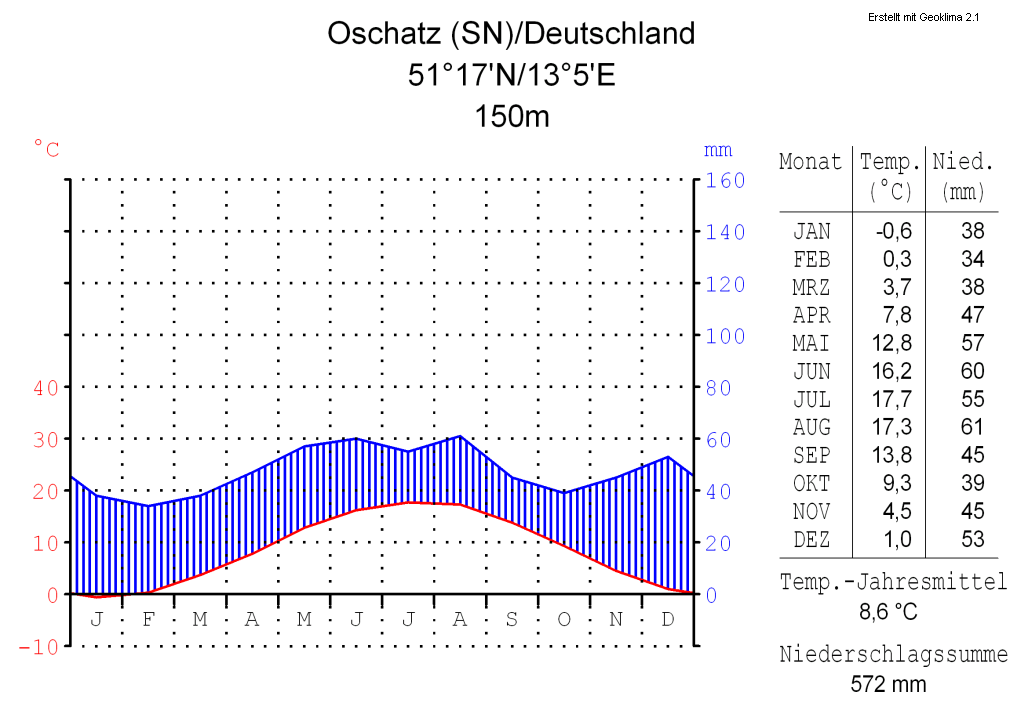
Klimadiagramm von Oschatz

Oschatz liegt in hügeliger Umgebung im Tal der Döllnitz, die als linker Nebenfluss etwa 15 km weiter östlich bei Riesa in die Elbe mündet. Oschatz liegt in einem waldreichen Gebiet mit dem Wermsdorfer Forst und dem Collmberg sowie der Dahlener Heide, die durch Rad- und Wanderwege erschlossen sind. Umliegende Gemeinden sind im Uhrzeigersinn: Liebschützberg, Naundorf, Mügeln, Wermsdorf und Dahlen.
Die durchschnittliche Lufttemperatur in Oschatz beträgt 8,6 °C, der jährliche Niederschlag 570 Millimeter.

### Stadtgliederung
Die Stadt Oschatz gliedert sich neben dem Hauptort in folgende 14 Ortsteile:
- Kleinforst
- Altoschatz
- Fliegerhorst
- Leuben
- Limbach (mit Haida)
- Lonnewitz
- Mannschatz
- Merkwitz
- Rechau
- Schmorkau
- Striesa
- Thalheim (mit Saalhausen und Kreischa)

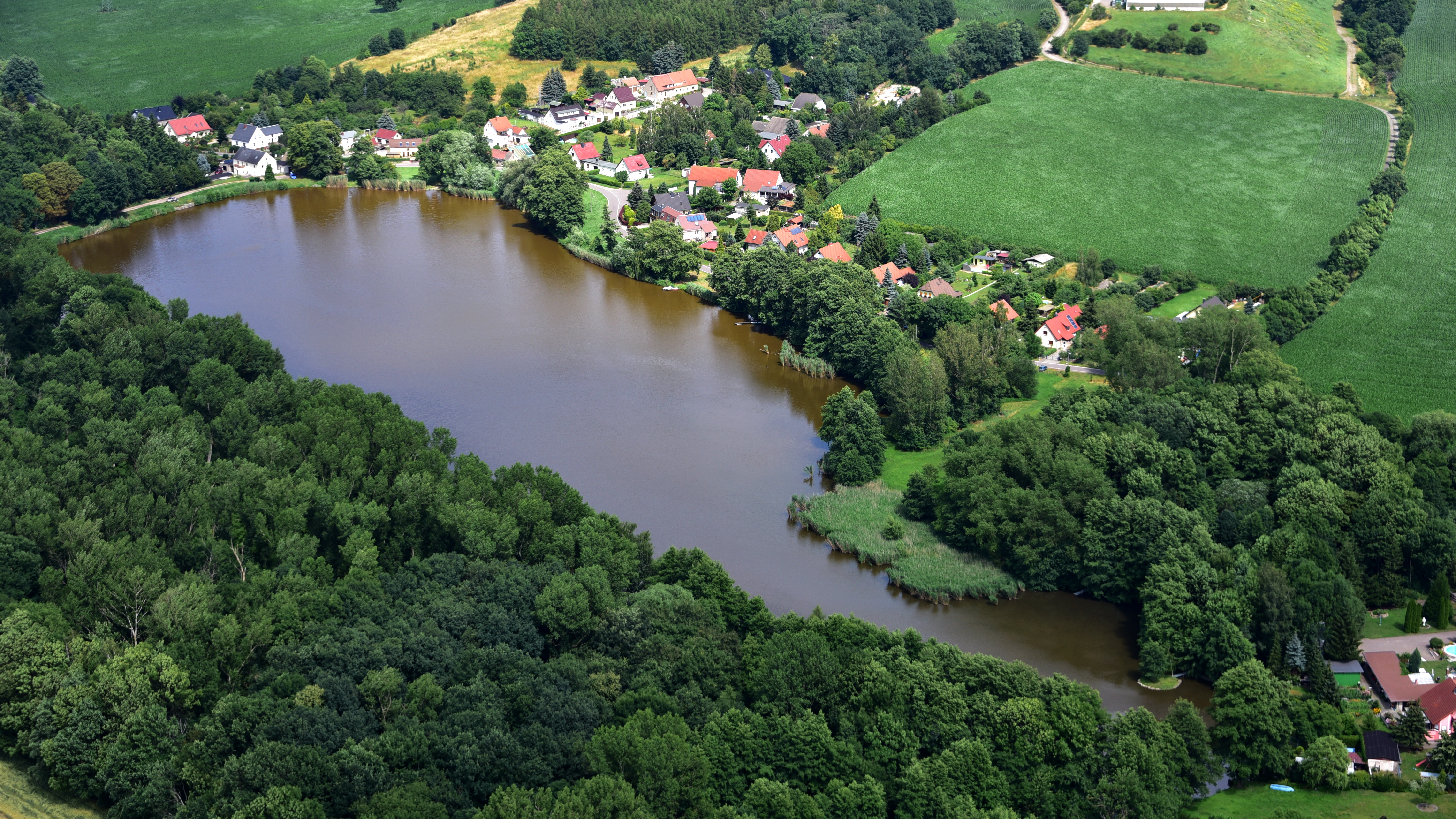
Rechau, Luftaufnahme (2017)

- Zöschau
- Zschöllau

## Geschichte

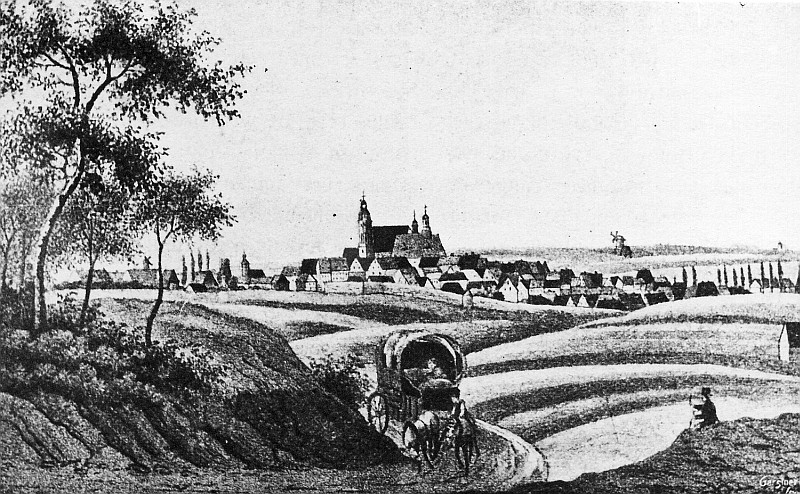
Oschatz um 1830

### Ersterwähnung bis 18. Jahrhundert
Das Gebiet der heutigen Stadt ist seit der Jungsteinzeit besiedelt. Von der einstigen sorbischen und frühdeutschen Burgwardanlage in Altoschatz ging der aus dem Sorbischen stammende Ortsname Oscec (= Ozzec = Verhau) hervor. 1200 wurde ein Johannes de Ozzetz erwähnt, jedoch ist die Zuweisung zu Oschatz unsicher. Die sichere Ersterwähnung der Stadt stammt aus dem Jahr 1238, hier wurde Ozzechz in einer Urkunde des Markgrafen Heinrich III. von Meißen genannt. Die älteste im Stadtarchiv befindliche Urkunde, ein Indulgenzbrief des Bischofs Conrad von Meißen, ist auf 1246 datiert. Im Jahr 1344 wurde die Bürgerwehr Die Geharnischten durch den Städtebund Oschatz, Torgau und Grimma erstmals erwähnt, seit 1365 ist auch ein Schulmeister überliefert. Eine „Vestung“ wurde in Oschatz 1377 erstgenannt, es wurde ein Stadtwachturm auf dem Gebiet des heutigen Museums errichtet. 1394 wurde der Stadt das Marktrecht zugesprochen.

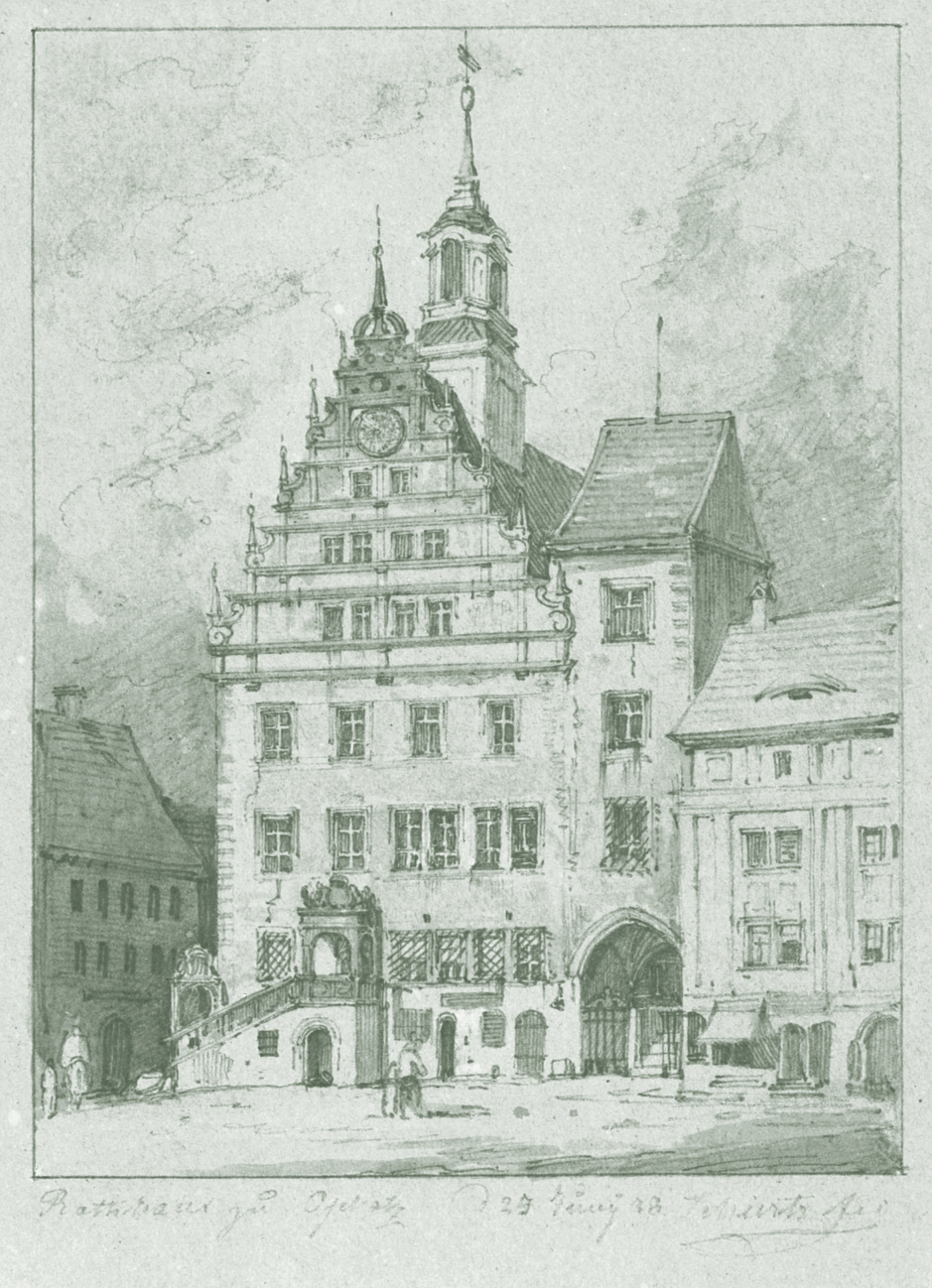
Rathaus Oschatz 1838, also vor dem Brand von 1842

Nach dieser Zeit des Wohlstands folgte die Stadtplünderung durch die Hussiten. Die Stadt wurde verwüstet und gebrandschatzt. Im Jahr 1451 besaß Oschatz das Meilenrecht, dies kann aus einem Innungsbrief der Schuhmacher belegt werden. Am Neumarkt wurde 1477 ein erstes Rathaus errichtet. 1478 schließlich erwarb die Stadt die eigene Gerichtsbarkeit vom Landesherren. Das heute noch bestehende Rathaus wurde in den Jahren von 1538 bis 1546 erbaut. Während der Reformation wurde Oschatz wie viele umliegende Städte protestantisch. Heute befinden sich Briefe von Luther, Melanchthon und Justus Jonas dem Älteren im Ratsarchiv. Um 1566 forderte die Pest unter 3000 Einwohnern in der Stadt 900 Tote.
Oschatz war 1583 von Hexenverfolgung betroffen. Leonhard Sihra geriet in einen Zaubererprozess und wurde erhängt.

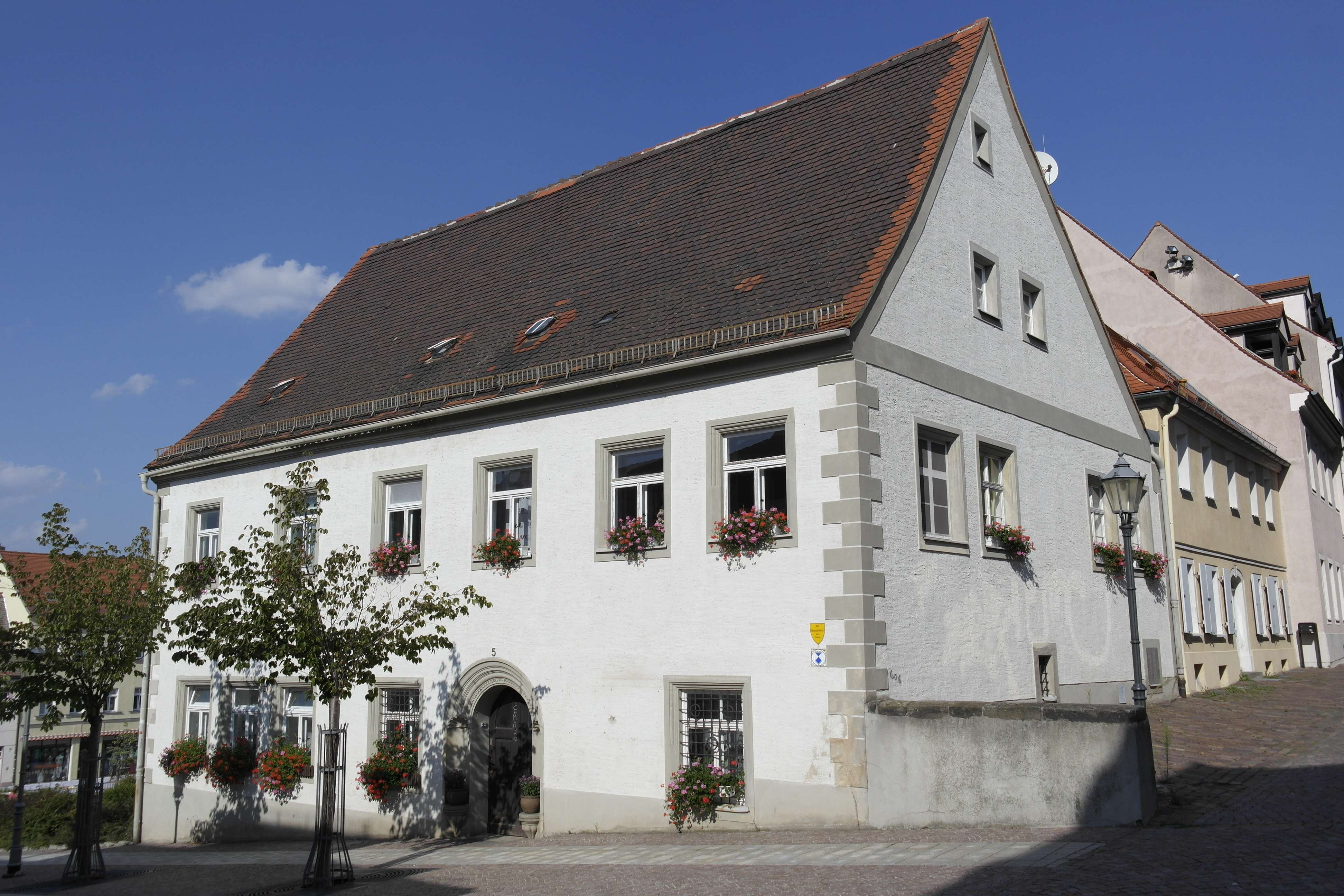
Oschatz, ehemalige Stadtschreiberei

1616 ereignete sich der erste Stadtbrand, der 440 Häuser und Scheunen vernichtete. Es blieben lediglich 24 Häuser innerhalb der Stadtmauern unversehrt. Im Jahr 1626 war Oschatz mit 3500 Einwohnern siebtgrößte Stadt in Sachsen. In den Jahren von 1631 bis 1648 wurde die Stadt im Zuge des Dreißigjährigen Krieges mehrere Male geplündert, Bürger wurden einquartiert oder kontributiert. Eine zweite Pestwelle forderte noch einmal etwa 2000 Opfer. Bis 1650 fiel die Einwohnerzahl auf 1700. Bei einer dritten und letzten Pest starben zwischen 1680 und 1682 noch einmal 658 Menschen, davon 231 Kinder.
Im Jahr 1683 wurde eine Poststation eingerichtet; der folgten 1724 steinerne Kursächsische Postmeilensäulen, die heute nicht mehr vorhanden sind. Während des Siebenjährigen Krieges trafen die Parteien unter anderem im Gefecht bei Oschatz zusammen. 1769 wurde die Schulpflicht für Kinder von fünf bis vierzehn Jahren in Oschatz eingeführt.

### 19. Jahrhundert bis heute

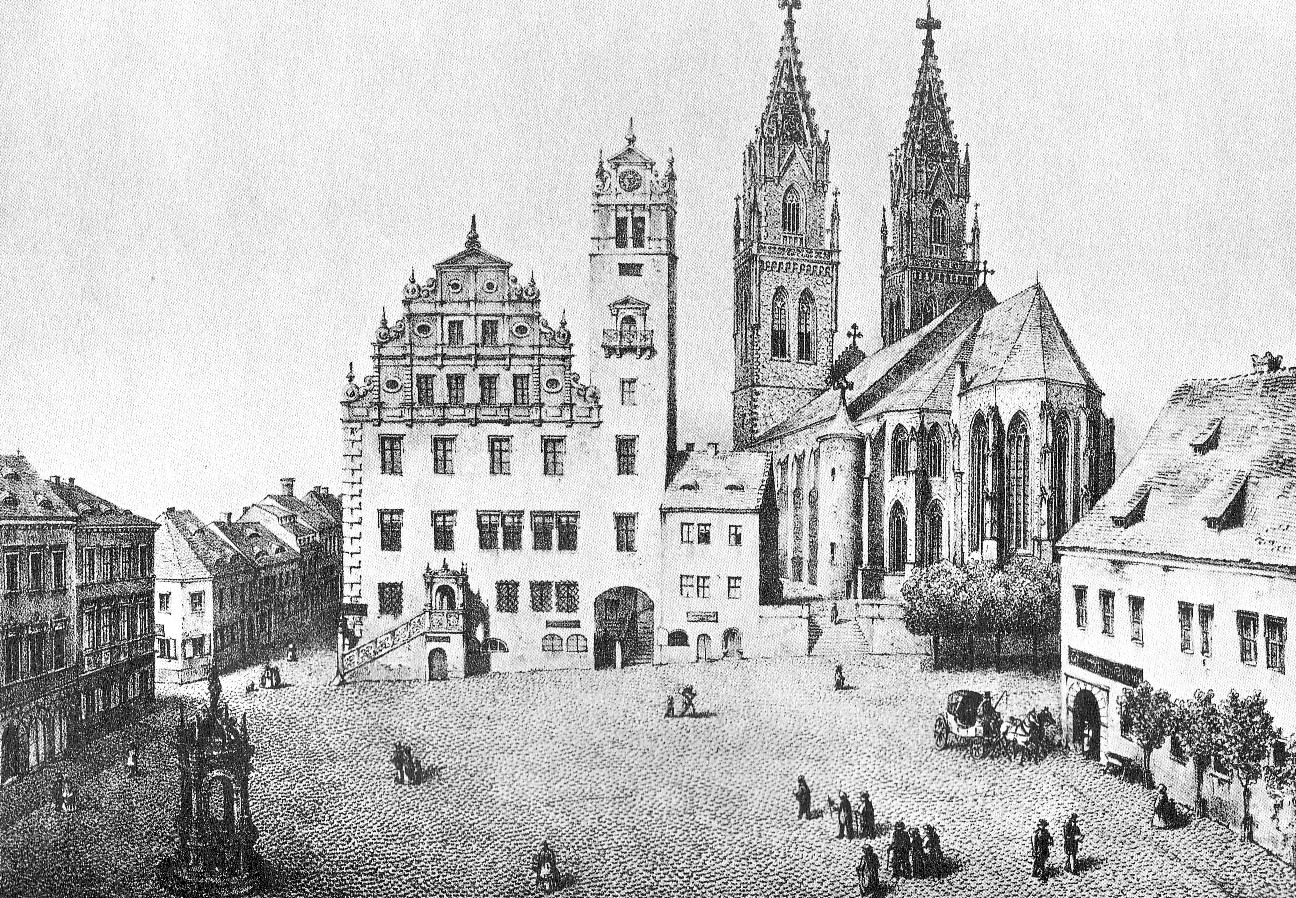
Ansicht um 1850

1801 wurde mit dem „Oschatzer Erzähler“ die erste Zeitung der Stadt herausgegeben. Während der Napoleonischen Herrschaft 1806–1813 gab es Truppenbewegungen durch die Stadt. Im April 1813 verweilte Johann Wolfgang von Goethe im Gasthof „Löwe“. 1818 wurde Oschatz Garnisonsstadt des sächsischen Schützenbataillons. Mit der Fertigstellung des Bahnhofes „Zschöllau / Oschatz“ 1838 bekam die Stadt Anschluss an die noch im Bau befindliche erste deutsche Ferneisenbahn, die Leipzig-Dresdner Eisenbahn, die schließlich 1839 fertiggestellt wurde. 1842 zerstörte ein zweiter Stadtbrand 375 Gebäude. Im Jahr 1867 wurde Oschatz Garnisonsstadt für das 1. Ulanenregiment in der 1. Königlich Sächsischen Division. 1875 wurde aus dem Gerichtsamt die Amtshauptmannschaft Oschatz gebildet. 1885 begann der Bau der Schmalspurbahnstrecke nach Mügeln, 1891 wurde die Schmalspurstrecke nach Strehla fertiggestellt. Das erste städtische Krankenhaus wurde 1895 am Stadtpark errichtet. 1914 wurde Konrad Sieblist Bürgermeister, der 25 Jahre im Amt blieb.
Von April bis Mai 1933 bestand im städtischen Ferienlager Pappenheim ein Konzentrationslager.
Am 1. Juli 1934 wurde der Ort Zschöllau eingemeindet. Ein Jahr später wurden der Oschatzer Fliegerhorst gebaut und eine Wehrkreisremonteschule gebildet. Während des Zweiten Weltkrieges von 1939 bis 1945 kam es zu keinen großen Kriegszerstörungen.
Vom Februar 1941 bis April 1945 befand sich in der Oschatzer Lutherstraße die Hauptverwaltung des Kriegsgefangenenlagers Stalag IV G der deutschen Wehrmacht. Von hier aus wurden Zehntausende von Kriegsgefangenen zur Zwangsarbeit im näheren und auch weiteren Umkreis verteilt.
Am 26. April 1945 wurde Oschatz kampflos an die amerikanischen Truppen übergeben. Am 5. Mai wurden diese durch sowjetische Truppen abgelöst.
Weitere Eingemeindungen erfolgten am 1. Juli 1950 mit Altoschatz und Ortsteilen sowie mit Striesa. Oschatz wurde 1952 Kreisstadt des aus der Amtshauptmannschaft gebildeten Kreises Oschatz, der im Bezirk Leipzig lag. 1976 begann der DDR-Wohnungsbau in Oschatz-West in Plattenbauweise und dauerte bis 1987 an. Am 1. Januar 1973 wurde Lonnewitz (mit Rechau und dem am 1. Juli 1950 eingemeindeten Zöschau) nach Oschatz eingemeindet. Merkwitz, Schmorkau (mit dem am 1. Juli 1950 eingegliederten Mannschatz) und Thalheim (mit Kreischa und dem seit dem 1. Januar 1936 zu Thalheim gehörenden Ort Saalhausen) kamen am 1. Januar 1974 hinzu. Die Stadt hatte 1979 insgesamt 18.804 Einwohner. Die 750-Jahr-Feier der Ersterwähnung 1238 fand 1988 statt.
Nach der Wende wurde 1990 der erste Stadtrat frei gewählt. Oschatz hatte nun 19.392 Einwohner. Am 1. Januar 1994 wurden als letzte Ortsteile Limbach und Leuben eingemeindet. Mit der Bildung des Landkreises Torgau-Oschatz verlor die Stadt den Kreissitz nach Torgau und wurde 1997 Große Kreisstadt. 2000 wurde 800-jähriges Ortsjubiläum gefeiert. In den Jahren von 2000 bis 2005 wurden Neu- und Altmarkt sowie das Rathaus rekonstruiert. 2006 richtete Oschatz die vierte sächsische Landesgartenschau aus. 2010 errang die Stadt Silber beim Bundeswettbewerb „Unsere Stadt blüht auf“.

### Geschichte des Ortsnamens
Der Ortsname findet sich 1200 als de Ozzetz, 1219 als Oscethz, 1350 als Oschecz und 1358 als Oschacz belegt. Er geht auf altsorbisch *osĕč zurück, was „durch einen Verhau geschützter Ort“ bedeutet.
Veraltet ist die Herleitung von einem slawischen Wort, das „Ost-, Morgenlicht“ bedeuten soll. Scherzhaft ist die Erklärung, wonach der Kaiser nach einem Namen für die Stadt an der Döllnitz suchte und seine Frau fragte: „Wie soll ich diese Stadt nur nennen?“, worauf diese geantwortet habe: „Oh Schatz …“

## Politik

### Stadtrat
Die Stadtratswahl am 9. Juni 2024 war die jüngste Wahl des Stadtrats von Oschatz. Eine Übersicht über diese und vergangene Wahlen gibt die Tabelle:
| Stadtrat ab 2024Insgesamt 26 Sitze - Linke: 2 - SPD: 2 - Grüne: 1 - FWO: 5 - CDU: 6 - AfD: 9 - FS: 1 | Partei/Liste               | 2024 | 2024  | 2019 | 2019  | 2014 | 2014  |
| Stadtrat ab 2024Insgesamt 26 Sitze - Linke: 2 - SPD: 2 - Grüne: 1 - FWO: 5 - CDU: 6 - AfD: 9 - FS: 1 | Partei/Liste               | %    | Sitze | %    | Sitze | %    | Sitze |
| Stadtrat ab 2024Insgesamt 26 Sitze - Linke: 2 - SPD: 2 - Grüne: 1 - FWO: 5 - CDU: 6 - AfD: 9 - FS: 1 | AfD                        | 33,9 | 9     | 22,6 | 6     | –    | –     |
| Stadtrat ab 2024Insgesamt 26 Sitze - Linke: 2 - SPD: 2 - Grüne: 1 - FWO: 5 - CDU: 6 - AfD: 9 - FS: 1 | CDU                        | 24,7 | 6     | 23,4 | 7     | 36,9 | 11    |
| Stadtrat ab 2024Insgesamt 26 Sitze - Linke: 2 - SPD: 2 - Grüne: 1 - FWO: 5 - CDU: 6 - AfD: 9 - FS: 1 | Freie Wähler Oschatz (FWO) | 21,0 | 5     | 19,3 | 5     | 12,7 | 3     |
| Stadtrat ab 2024Insgesamt 26 Sitze - Linke: 2 - SPD: 2 - Grüne: 1 - FWO: 5 - CDU: 6 - AfD: 9 - FS: 1 | Die Linke                  | 6,1  | 2     | 11,9 | 3     | 19,2 | 5     |
| Stadtrat ab 2024Insgesamt 26 Sitze - Linke: 2 - SPD: 2 - Grüne: 1 - FWO: 5 - CDU: 6 - AfD: 9 - FS: 1 | SPD                        | 5,9  | 2     | 6,7  | 2     | 4,9  | 1     |
| Stadtrat ab 2024Insgesamt 26 Sitze - Linke: 2 - SPD: 2 - Grüne: 1 - FWO: 5 - CDU: 6 - AfD: 9 - FS: 1 | Bündnis 90/Die Grünen      | 4,9  | 1     | 9,2  | 2     | 7,4  | 2     |
| Stadtrat ab 2024Insgesamt 26 Sitze - Linke: 2 - SPD: 2 - Grüne: 1 - FWO: 5 - CDU: 6 - AfD: 9 - FS: 1 | Freie Sachsen              | 2,6  | 1     | –    | –     | –    | –     |
| Stadtrat ab 2024Insgesamt 26 Sitze - Linke: 2 - SPD: 2 - Grüne: 1 - FWO: 5 - CDU: 6 - AfD: 9 - FS: 1 | FDP                        | 0,8  | –     | 5,8  | 1     | 12,9 | 3     |
| Stadtrat ab 2024Insgesamt 26 Sitze - Linke: 2 - SPD: 2 - Grüne: 1 - FWO: 5 - CDU: 6 - AfD: 9 - FS: 1 | NPD                        | –    | –     | 1,2  | –     | 5,9  | 1     |
| Stadtrat ab 2024Insgesamt 26 Sitze - Linke: 2 - SPD: 2 - Grüne: 1 - FWO: 5 - CDU: 6 - AfD: 9 - FS: 1 | Gesamt                     | 100  | 26    | 100  | 26    | 100  | 26    |
| Stadtrat ab 2024Insgesamt 26 Sitze - Linke: 2 - SPD: 2 - Grüne: 1 - FWO: 5 - CDU: 6 - AfD: 9 - FS: 1 | Wahlbeteiligung (in %)     | 60,8 | 60,8  | 53,3 | 53,3  | 42,3 | 42,3  |

### Bürgermeister
Bürgermeister ist seit 2022 David Schmidt.
| Wahl | Bürgermeister         | Vorschlag  | Wahlergebnis (in %) |
| ---- | --------------------- | ---------- | ------------------- |
| 2022 | Siegmar David Schmidt | Schmidt    | 52,0                |
| 2015 | Andreas Kretschmar    | Kretschmar | 96,6                |
| 2008 | Andreas Kretschmar    | Kretschmar | 80,4                |
| 2001 | Andreas Kretschmar    | Kretschmar | 78,1                |

### Wappen, Flagge und Dienstsiegel
Die Große Kreisstadt Oschatz führt laut Hauptsatzung vom 1. Januar 2002 ein Wappen, eine Flagge und ein Dienstsiegel.
(1) Das Wappen zeigt auf gelbem Grund einen stehend schwarzen Löwen und 3 rote Sterne. Es handelt sich hierbei offensichtlich um eine Variante des Meißner Löwen.
(2) Als Flagge führt die Große Kreisstadt Oschatz die Farben Schwarz/Gelb in Längsbahnen. Es kann auf dieser Flagge auch das Wappen angebracht sein.
(3) Ihr Siegel trägt Namen und Wappen der Stadt. Unter dieser Satzung gedruckt, beurkundet es seine Form.

### Partnerstädte
- Vénissieux in Frankreich
- Třebíč (Trebitsch) in Tschechien
- Blomberg in Deutschland
- Filderstadt in Deutschland
- Starogard Gdański (Preußisch Stargard) in Polen

## Sehenswürdigkeiten

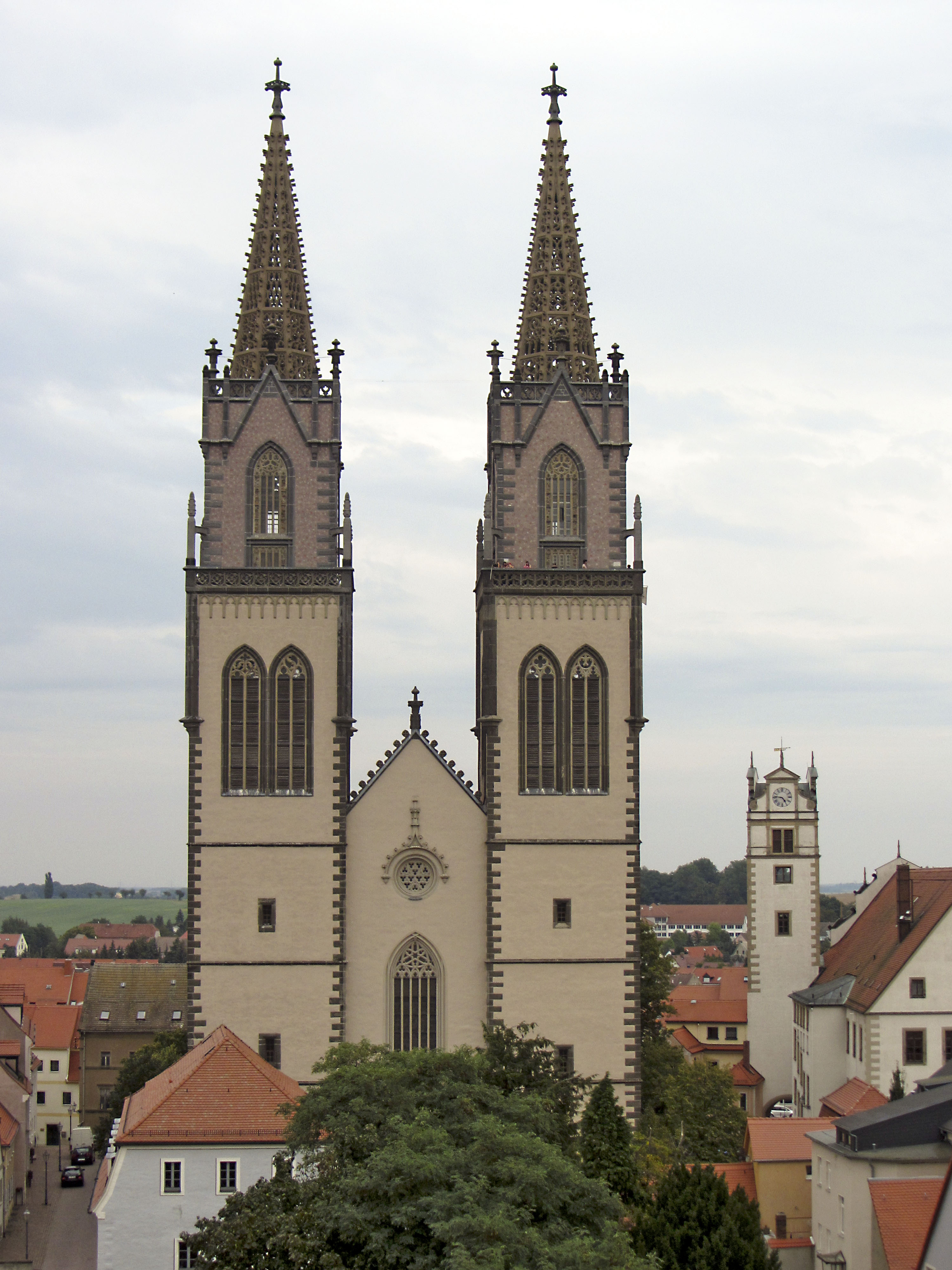
St. Aegidien

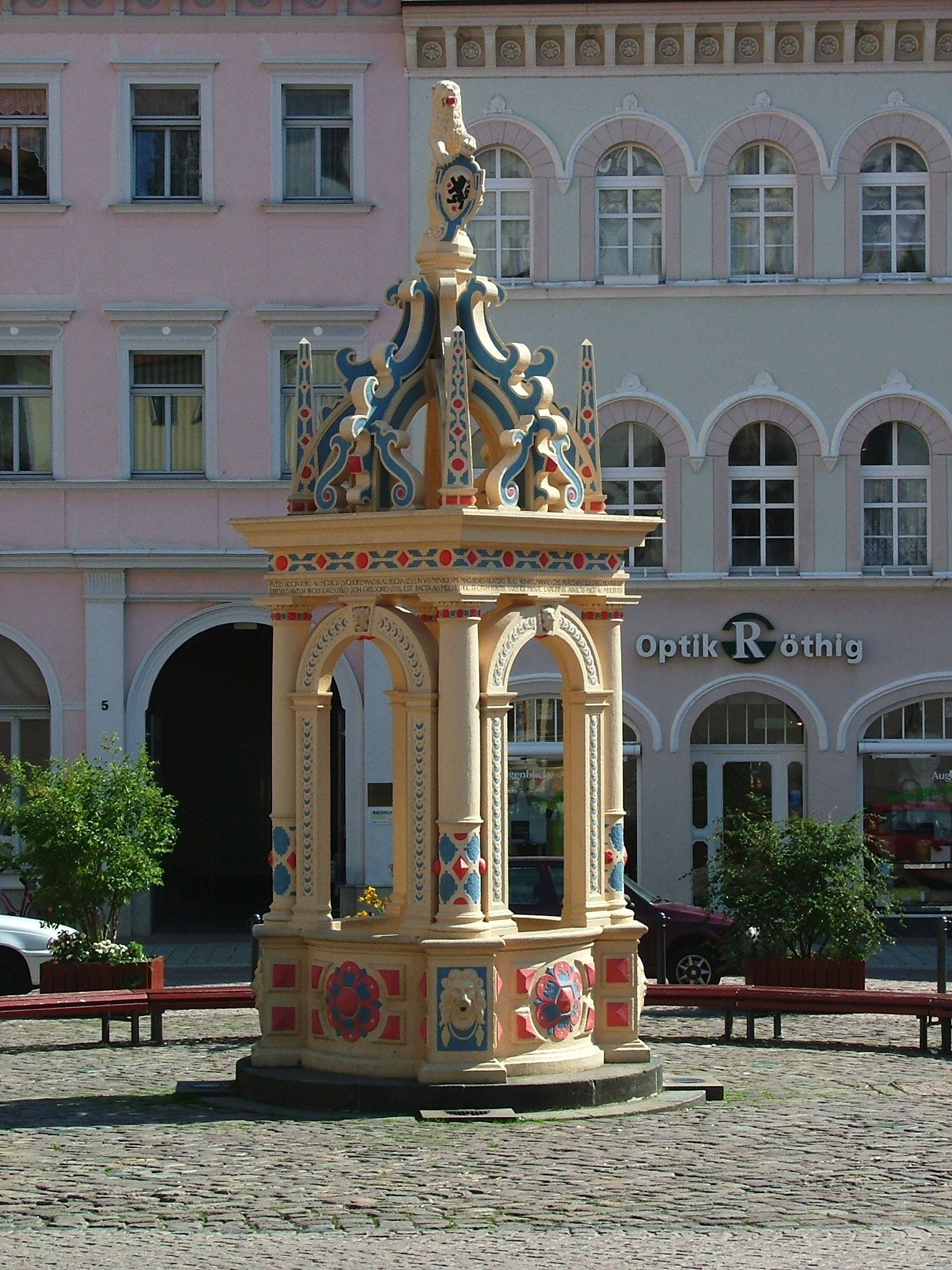
Brunnen von 1589 auf dem Neumarkt

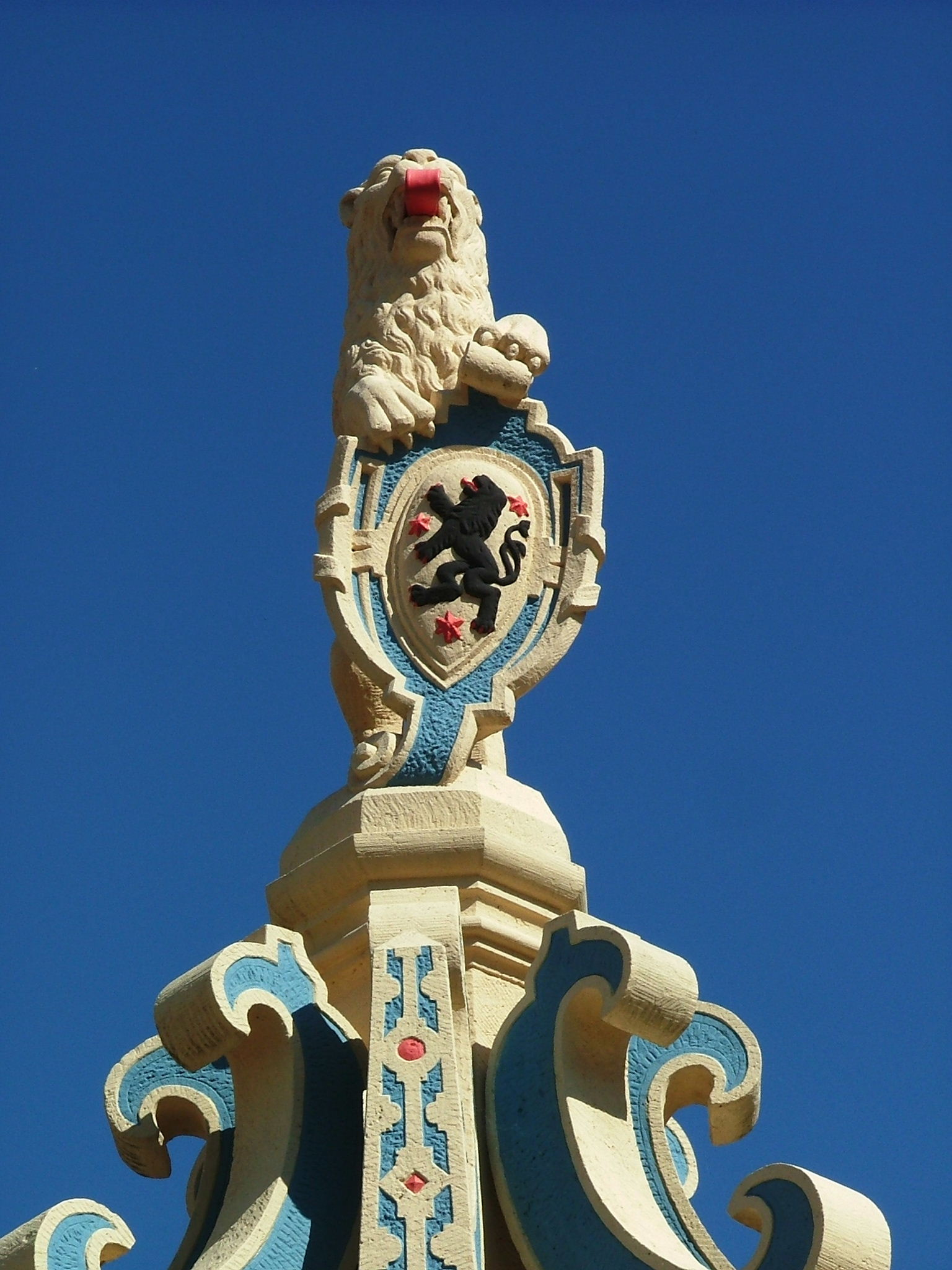
Das Oschatzer Wappentier, der Löwe, auf dem Brunnen

Die Oschatzer Altstadt hat noch Teile des mittelalterlichen Mauerrings. Nach zwei großen Stadtbränden 1616 und 1842 stammt die heutige Bebauung überwiegend aus dem 19. Jahrhundert. Manches ist aber älter.

### Bauwerke an Kirchplatz und Neumarkt
- Das Rathaus wurde 1538 bis 1546 auf dem Grundstück eines seit 1477 von der Stadt erworbenen und als Rathaus genutzten Privathauses errichtet. Nach dem Brand von 1842 wurde beim Wiederaufbau nach Plänen von Gottfried Semper der Turm um mehrere Stockwerke erhöht, dagegen der Stufengiebel um eine Etage vermindert.[12][13]
- Die zweitürmige Kirche St. Aegidien ist ein neugotisches Bauwerk aus den Jahren 1846–1849 auf dem Grund mittelalterlicher Vorgänger.[14]
- Im Südturm von St. Aegidien befindet sich die bis 1968 bewohnte Türmerwohnung. Heute sind die drei kleinen Räume zu besichtigen, in denen zuletzt ein Türmer mit seiner vierzehnköpfigen Familie lebte.[15]
- Vogtshaus, ursprünglich ein romanischer Bau aus dem Jahr 1180, mehrfach umgestaltet, von 1544 bis 1843 Zunfthaus der Tuchmacher.
- Stadtschreiberei. Die heutige Gestalt des Gebäudes entstand weitgehend 1611 bis 1617.
- Alte Stadtschule, heutiges Gebäude von 1629.
- Rektorat, heutiges Gebäude von 1621.

### Bauwerke in der übrigen Altstadt
- Die Klosterkirche (St. Marien)[16] gehörte ursprünglich zu einem 1228 gegründeten Franziskanerkloster. Der heutige gotische Kirchenbau wurde 1428 errichtet, nach der Zerstörung der alten Kirche bei einem Hussitenvorstoß. Seit der Reformation diente das Gebäude zumeist nicht kirchlichen Zwecken, beherbergt aber seit 1924 nach Umbauten im Inneren wieder einen Andachtssaal und andere Räumlichkeiten der evangelischen Kirchengemeinde.[17]
- Das Archidiakonat diente seit 1394 als Armenspital und umfasst auch die Elisabethkapelle aus dem Jahr 1410 mit Fresken.
- Das Stadt- und Waagenmuseum ist ein Ensemble aus vier Gebäuden:
  - Ratsfronfeste, errichtet 1573/74, beherbergt unter anderem eine Folterkammer,
  - Amtsfronfeste, errichtet zwischen 1553 und 1556 als Wohnung des Fronboten,
  - Burschenhaus, beherbergt das Waagenmuseum,
  - Wachturm von 1377, zugänglich als Aussichtsturm, Teil der Stadtmauer.

Zu den Schätzen des Museums gehört ein Manuskript des Sachsenspiegels aus dem Jahr 1382.

### Kleinere Objekte im Stadtbild
- Marktbrunnen von 1588/89
- ein Korbpranger von 1532 beim Rathausturm
- Nachbildungen alter Meilensteine
  - von 1724 an der Ecke Brüderstraße/Leipziger Platz (ehemaliges Leipziger Tor)
  - von 1860 am ehemaligen Altoschatzer Tor (Original im Garten des Museums)

### Bauwerke außerhalb der Altstadt
- Schloss Osterland, „Wüstes Schloss“, Ruine einer vierflügeligen Schlossanlage aus dem 13. Jahrhundert, schon seit dem 14. Jahrhundert nicht mehr genutzt.
- Kirche Altoschatz, 1330 Pfarrkirche, heutiges Gebäude aus dem 16. und 17. Jahrhundert.
- Die Friedhofskirche St. Georg, gotische Saalkirche mit flacher Decke, 1583–1587 während einer Pestepidemie errichtet, heute städtische Trauerhalle.
- Schloss Leuben, barocker Landsitz.

### Verkehrsbauwerke

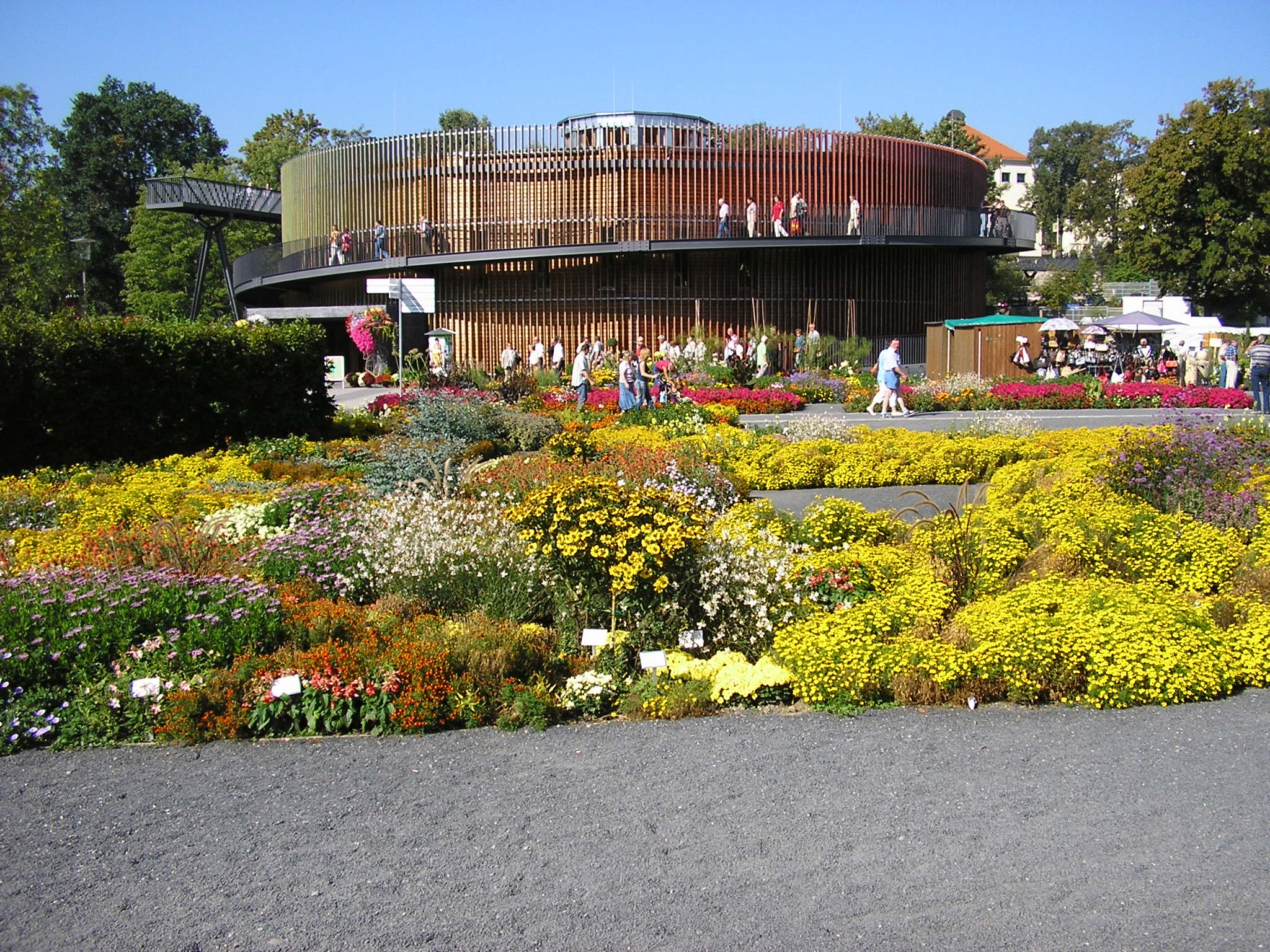
Landesgartenschau 2006

- Döllnitzbahn, 750 mm Spurweite, Alltags- und Museumsbetrieb, Schülerverkehr in das Thomas-Mann-Gymnasium während der Schulzeit
- Brücke aus Textilbeton im Stadtpark, 8,6 m lang und 2,5 m breit. Sie ist die weltweit erste derartige Brücke, wurde an der TU Dresden entwickelt und zur Landesgartenschau 2006 errichtet.

### Gedenkstätten
- Ehrenmal im Stadtpark für die Opfer des Faschismus mit einer zusätzlichen Erinnerungstafel für französische Widerstandskämpfer, die 1984 angebracht wurde
- Grabstätten und Gedenkstein auf dem Friedhof seitlich der Kapelle für 19 weibliche, überwiegend jüdische KZ-Häftlinge, die bei einem Todesmarsch von einem der Außenlager des KZ Buchenwald im April 1945 ums Leben kamen
- Auf dem gleichen Friedhof befindet sich die Grabstätte des Widerstandskämpfers Erich Vogel
- Gedenkstein an der Ecke Leipziger Platz/Friedrich-Naumann-Promenade zur Erinnerung an den Zwischenaufenthalt des KPD-Vorsitzenden Ernst Thälmann, bevor dieser in das Zuchthaus Bautzen überführt wurde
- Gedenktafel am Haus Strehlaer Straße 5, gleichfalls Thälmann gewidmet, der 1944 im KZ Buchenwald ermordet wurde

### Naturschutz
- Siehe auch: Liste der Naturdenkmale in Oschatz

## Wirtschaft und Infrastruktur

### Verkehr
Im Schienenverkehr hat Oschatz über den Bahnhof Oschatz Anschluss an die Bahnstrecke Leipzig–Dresden und die schmalspurige Döllnitzbahn über Mügeln nach Kemmlitz/Glossen.
Der öffentliche Personennahverkehr wird unter anderem durch den PlusBus des Mitteldeutschen Verkehrsverbund erbracht. Folgende Verbindungen führen ab Oschatz:
- Linie 781: Oschatz ↔ Dahlen ↔ Schmannewitz ↔ Sitzenroda ↔ Torgau
- Linie 801: Oschatz ↔ Lampersdorf ↔ Collm ↔ Mahlis ↔ Wermsdorf

Des Weiteren hat Oschatz ein Stadtbussystem, das auf zwei Linien den Busverkehr der Stadt sichert. Zentrale Haltepunkte sind der Bahnhof sowie der innerstädtische Busbahnhof. Stadt- und Regionalbuslinien werden von der Nordsachsen Mobil betrieben.
Im Luftverkehr gibt es als Sonderlandeplatz den Flugplatz Oschatz. Der nächste große Verkehrsflughafen ist Leipzig/Halle.
Zudem hat Oschatz eine Autobahnanbindung an die Bundesautobahn 14 über die Ausfahrten Mutzschen, Leisnig oder Döbeln-Nord. Die Bundesstraße 6 führt durch die Stadt und die Bundesstraße 169 führt wenige Kilometer an Oschatz vorbei und dient der regionalen Anbindung an die A 14 sowie die Städte Döbeln (Richtung Chemnitz) und Riesa (Richtung Cottbus).

### Ansässige Unternehmen
Größere ortsansässige Unternehmen sind das Betonwerk Oschatz, ein mittelständischer Fertigteilproduzent, die Gebrüder Lotter KG ehemals DOROW & Sohn KG im Bereich Großhandel Haustechnik, Stahl und Flüssiggas, der Elektrobau Oschatz, ein Hersteller von Zündeinrichtungen für Leuchtstofflampen, Frankenstolz, ein Zweigwerk eines mittelständischen Betten- und Matratzenproduzenten und die Oschatzer Fleischwaren GmbH. Des Weiteren gibt es die Oschatzer Waagen GmbH im Bereich der Entwicklung, Konstruktion, Fertigung und Service von Schütt-, Absack- und Behälterwaagen sowie Big-Bag-Befüll- und -Entleereinrichtungen, die P-D Glasseiden GmbH Oschatz, ein Hersteller von Endlos-Glasfasern für die Kunststoffverstärkung, das Unternehmen Pharma-Ei (Mannschatz), ein Zulieferer für die Produktion von Impfseren, sowie die Tyczka Totalgaz GmbH, u. a. ein Tanklager für Autogas für Umkreis von ca. 100 Kilometern. Im Ortsteil Lonnewitz befindet sich der Fach- und Versandhandel Musikhaus Korn.
Die Collm Klinik Oschatz GmbH ist mit 210 Betten ein Krankenhaus der Regelversorgung, Träger sind der Landkreis und die Asklepios Kliniken Verwaltungsgesellschaft mbH.

### Bildung
In Oschatz sind die folgenden Schulen beheimatet:
- Berufliches Schulzentrum Oschatz
- Thomas-Mann-Gymnasium
- Robert-Härtwig-Schule (Real- und Hauptschule)
- Grundschule Zum Bücherwurm
- Grundschule Collmblick
- Grundschule Magister Hering
- Rosenthalschule (Förderschule)

## Sonstiges
Der „Academixer“ Jürgen Hart hat einmal die Frage, wo das reinste Sächsisch gesprochen wird, mit „Oschatz“ beantwortet, „weil sich hier die Einflüsse von Leipzig und Dresden mischen“.

## Persönlichkeiten

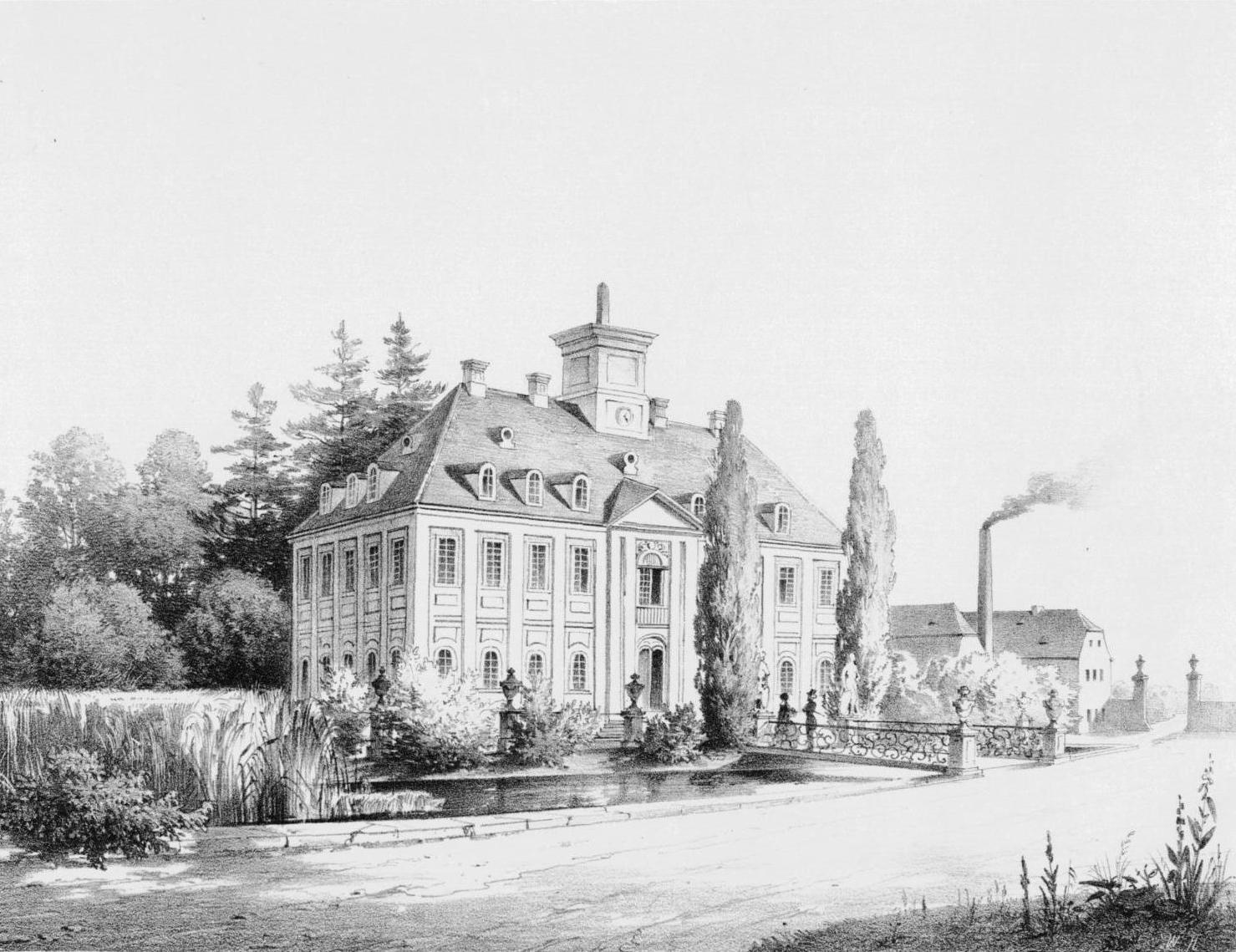
Schloss Leuben (1840)

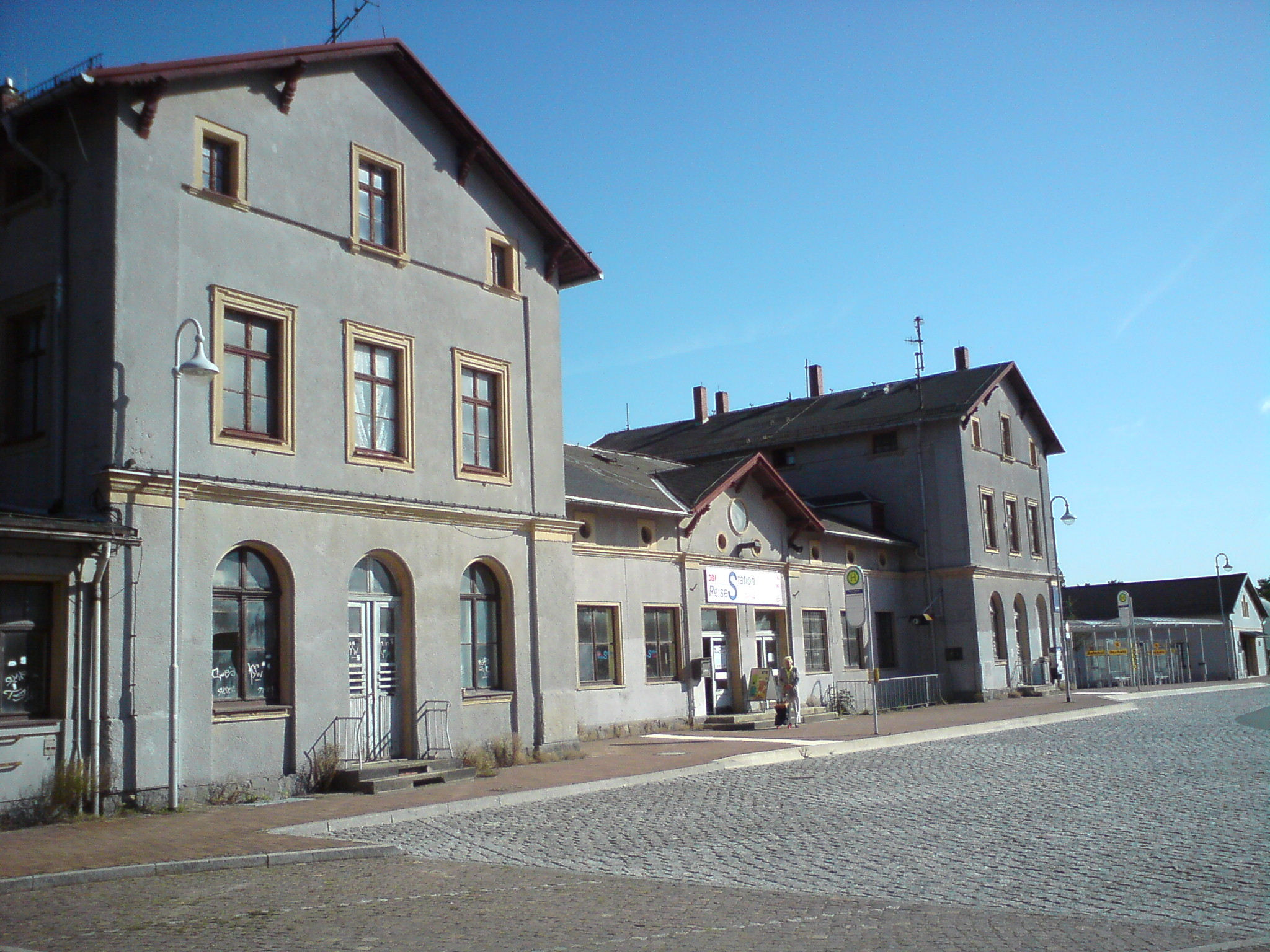
Bahnhof Oschatz 2011

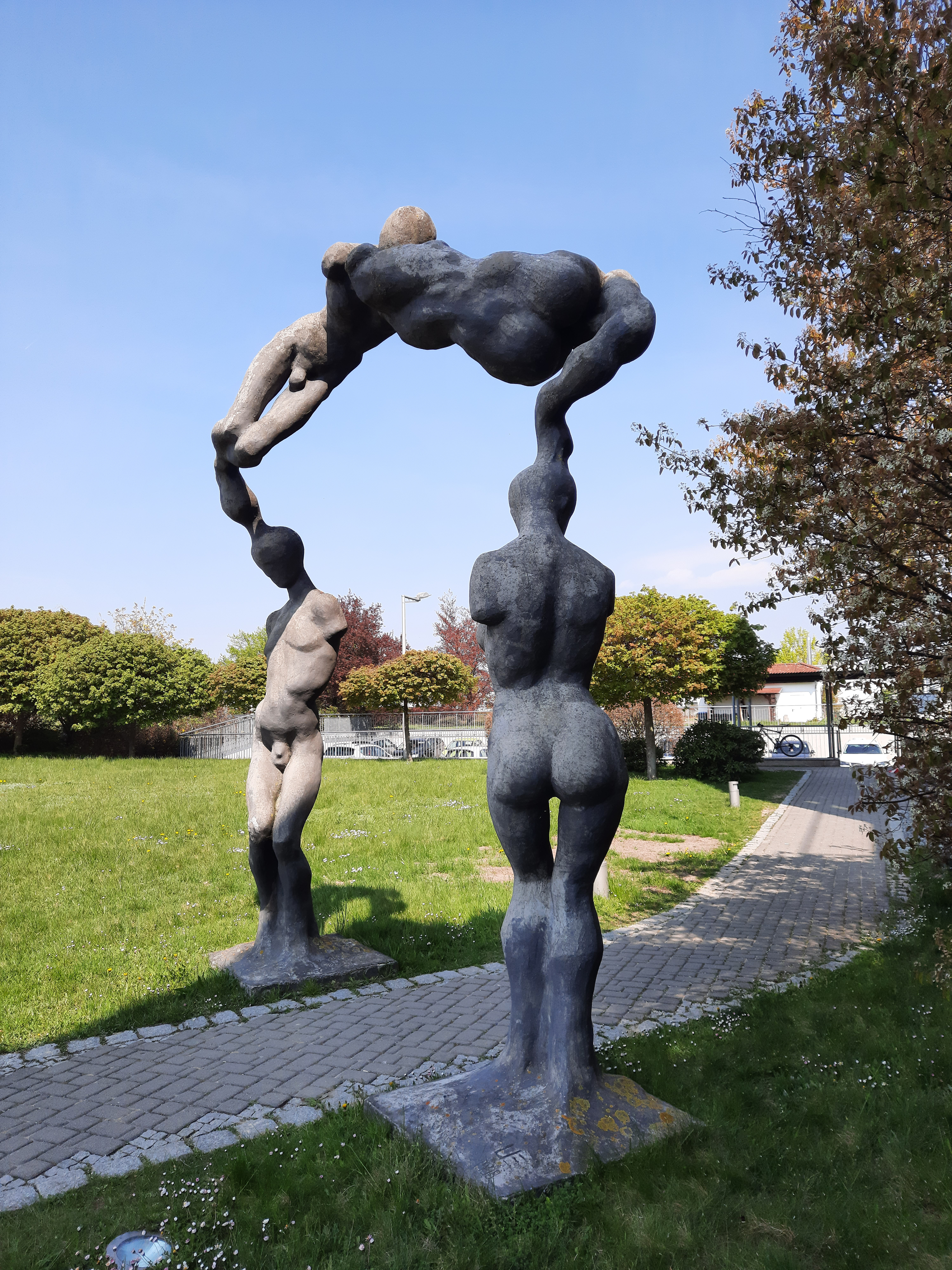
Großes Menschentor, 1998 vom Bildhauer Ulrich Eißner aus Polymerbeton. Sie befindet sich an der Kreissparkasse Oschatz.

### Söhne und Töchter der Stadt
- Balthasar Sartorius (1534–1609), lutherischer Theologe
- Johannes Rhenius (1574–1639), Pädagoge
- Johann Georg Böse (1662–1700), Theologe
- Siegmund Ehrenfried von Oppel (1687–1757), Kammerpräsident, Obersteuerdirektor und Präsident des Geheimen Rats von Sachsen-Gotha-Altenburg
- Johann August Richter (um 1695 – nach 1743), Kartograph und Zeichner
- Heinrich Karl Eichstädt (1771–1848), Altphilologe, Professor in Leipzig und Jena
- Ludwig Theodor Zöllner (1796–1860), Zeichner und Lithograph
- Franz Eduard Gehe (1797–1875), Jurist und Kommunalpolitiker
- Constantin Hering (1800–1880), gilt als Begründer der Homöopathie in Amerika
- Adolf Ferdinand Krech (1803–1869), Schuldirektor
- Hermann von Holleufer (1803–1878), Oberregierungsrat sowie Mitglied im Erfurter Unionsparlament
- Carl Eduard Hering (1807–1879), Lehrer, Organist und Komponist
- Heinrich Wilhelm Teichgräber (1809–1848), Lithograph und Künstler
- Franz Ludwig Gehe (1810–1882), geboren in Merkwitz, chemisch-pharmazeutischer Unternehmer, Politiker und Philanthrop
- August Witzschel (1813–1876), klassischer Philologe und Gymnasiallehrer
- Benjamin Witzschel (1822–1860), Mathematiker und Gymnasiallehrer
- Hermann von Nostitz-Wallwitz (1826–1906), sächsischer Innen- und Außenminister, Minister des Königlichen Hauses
- Wilhelm Hermann Hammer (1831–1890), sächsischer Generalleutnant
- Hugo Nauck (1837–1894), Architekt, Oberbaurat und Landbaumeister in Sachsen
- Ernst Wahliss (1837–1900), österreichischer Geschäftsmann und Porzellanwarenfabrikant
- Agathe Zeis (1840–1887), Gründerin der ersten deutschen Lehrmeierei
- Heinrich Sigismund Uhlrich (1846–1937), Holzstecher
- Arthur Löbner (1851–1940), Politiker, Jurist und Textilunternehmer
- Walter Schelcher (1851–1939), Jurist und Wirklicher Geheimer Rat
- Otto Friedrich Wolf (1855–1940), Maler
- Julius Tischendorf (1863–1945), Lehrer und Geograph
- Karl Wilhelm von Oppel (1867–1930), geboren in Zöschau, Gutsbesitzer, Abgeordneter in der Ersten Kammer des Sächsischen Landtags
- Otto Mangler (1871–1952), Jurist und Politiker (Konservativer Landesverein in Sachsen), Abgeordneter im Landtag von Sachsen
- Arwed von der Planitz (1875–1943), Offizier
- Hans Winkler (1877–1945), Botaniker
- Margarethe Bartsch (1880–1971), Buchbinderin und Schriftgestalterin
- Siegfried Sieber (1885–1977), Heimatforscher und Lehrer
- Erich Günther (1886–1951), Pädagoge
- Curt Höppner (1887–1966), Bauingenieur, Architekt und Direktor der Baugewerkschulen in Deutsch Krone, Frankfurt (Oder), Eckernförde, Münster und Köln
- Theodor Schultze-Jasmer (1888–1975), Maler, Grafiker und Fotograf
- Friedrich Burkhardt (1890–nach 1950), Gewerkschaftssekretär, Polizeihäftling im KZ Buchenwald und nach ihrer Eröffnung Führer durch die Gedenkstätte
- Arthur Moritz (1893–1959), Maler
- Susanne Leonhard (1895–1984), Schriftstellerin
- Erich Vogel (1895–1943), Lehrer, Widerstandskämpfer gegen den Nationalsozialismus
- Gustav Adolf von Nostitz-Wallwitz (1898–1945), Generalmajor
- Rudolf Berthold (1903–1976), Fußballspieler
- Klaus von Pape (1904–1923), Teilnehmer des Hitlerputsches
- Walter Hellmich (1906–1974), Herpetologe und Ökologe
- Rosa Winkler (1907–1991), Funktionärin des Demokratischen Frauenbunds Deutschlands (DFD), Abgeordnete im Deutschen Volksrat
- Helmut Tanzmann (1907–1946), Jurist, SS-Führer und Regierungsrat beim Sicherheitsdienst des Reichsführers SS (SD)
- Rudolf Greifeld (1911–1984), Jurist, Geschäftsführer des Kernforschungszentrums Karlsruhe
- Ewald Katzschmann (1913–1994), Chemiker
- Marieluise Bernhard-von Luttitz (1913–1997), Schriftstellerin
- Horst Freiherr von Luttitz (1917–nach 2010), Kapitänleutnant
- Herbert Schönfeld (* 1919), Journalist und Politiker (SED)
- Kurt Seifert (1920–1982), Maler und Grafiker
- Johannes Max Müller (1921–2008), Heuristiker, Wegbereiter der Ingenieurmethodik und Hochschullehrer
- Claus Thierschmann (1926–2012), Generalleutnant der Luftwaffe
- Ernst-Jürgen Dreyer (1934–2011), Schriftsteller, Dramatiker, Übersetzer und Musikwissenschaftler
- Peter Wolf (* 1934), Jurist, Bundeswehrdisziplinaranwalt beim Bundesverwaltungsgericht
- Rolf Steding (1937–2016), Rechtswissenschaftler
- Hermann Rudolph (* 1939), Journalist und Herausgeber der Zeitung Der Tagesspiegel
- Aleksander Klima (* 1945), Biathlet
- Axel Kählert (* 1950), Handballspieler
- Dagmar Schellenberger (* 1958), Opernsängerin
- Kerstin Knabe, geb. Claus (* 1959), Leichtathletin, 1983 Vizeweltmeisterin im 100-Meter-Hürdenlauf
- Roland Wetzig (* 1959), Bobfahrer (Olympiasieger 1984)
- Birgit Treiber (* 1960), Schwimmerin, Weltmeisterin und mehrfache Europameisterin
- Jens Howe (* 1961), Florettfechter
- Detlef Bertz (* 1962), Rennrodler
- Andreas Boyde (* 1967), Konzertpianist
- Kristina Schmidt (* 1968), Vorsitzende Richterin am Bundesarbeitsgericht
- Kerstin Eisenreich (* 1969), Abgeordnete im Landtag von Sachsen-Anhalt (Die Linke)
- Jürgen Rische (* 1970), Fußballspieler (Deutscher Meister und DFB-Pokalsieger)
- Isabel Schosnig (* 1972), Schauspielerin
- Joey Grit Winkler (* 1975), Moderatorin und Journalistin
- Anita Maaß (* 1976), Historikerin und Politikerin (FDP), Bürgermeisterin von Lommatzsch sowie Landesvorsitzende der FDP Sachsen
- Lukas Koch (* 1980), Fernsehmoderator
- Tom Geißler (* 1983), Fußballspieler in der 2. Fußball-Bundesliga
- Ulrike Mertesacker (* 1984), Handballspielerin in der deutschen Nationalmannschaft
- Kristina Schlechter (* 1984), Volleyball- und Beachvolleyballspielerin
- Susanne Heinrich (* 1985), Schriftstellerin und Filmregisseurin
- Lucie Heinze (* 1988), Schauspielerin
- Eric Krüger (* 1988), Leichtathlet
- Melanie Müller (* 1988), Reality-TV-Darstellerin und Schlagersängerin
- Babett Peter (* 1988), Fußballspielerin, (DFB-Pokalsiegerin mit 1. FFC Turbine Potsdam), Weltmeisterin 2007
- Alexander Wiesner (* 1989), Politiker (AfD), Mitglied des sächsischen Landtages
- Martin Schulz (* 1990), Triathlet, Goldmedaillengewinner bei den Paralympics 2016
- Jonas Friedrich Leonhardi (* 1990), Schauspieler
- Albi (* 1996), Rapper
- Roven Vogel (* 2000), Schachspieler

### Persönlichkeiten, die vor Ort gewirkt haben
- Paul Mathesius (1548–1584), lutherischer Theologe, Professor der Theologie an der Universität Leipzig und Superintendent in Oschatz
- Gottfried Cundisius (1599–1651), lutherischer Theologe, Professor an der Universität Jena und Superintendent in Oschatz
- Martin Blochwitz (1602–1629), Mediziner, praktischer Arzt, Stadtphysikus in Oschatz
- Johann Carl Friedrich von Brause (1729–1792), lutherischer Theologe, Superintendent von Oschatz
- Carl Gottlieb Hering (1766–1853), Lehrer, Musiker (Organist) und Komponist, vertonte in Oschatz bekannte Kinderlieder
- Carl August Gadegast (1791–1865), Landwirt und Schafzüchter, MdL
- Theodor Günther (1823–1889), Rittergutsbesitzer in Saalhausen und konservativer Politiker, MdR, MdL
- Georg von Metzsch-Reichenbach (1836–1927), sächsischer Politiker, Ministerpräsident, 1875–1880 Amtshauptmann in Oschatz
- Ernst Ahnert (1859–1944), bedeutender Stenograf, u. a. von Reden und Tischgesprächen Bismarcks und der Friedensverhandlungen in Versailles (1919); lebte und wirkte von 1897 bis 1901 in Oschatz, davor in Zwickau und Varel/Friesland, danach in Dresden
- Hermann Vogel von Frommannshausen (1873–1953), 1920–1934 Amtshauptmann in Oschatz
- Wilhelm Kunze (1894–1960), 1945 unter sowjetischer Verwaltung Polizeichef und 2. Bürgermeister von Oschatz
- Hermann Groine (1897–1941), seit 1934 NSDAP-Kreisleiter in Oschatz
- Eugen Bönsch (1897–1951), einer der erfolgreichsten Jagdflieger der k.u.k. Luftfahrtruppen im Ersten Weltkrieg und im Zweiten Weltkrieg Befehlshaber des Flugplatzes Oschatz
- Manfred Schollmeyer (* 1939), Mediziner, Frauenarzt, Chefarzt am Oschatzer Krankenhaus von 1974 bis 2004, Heimatforscher
- Frank Kupfer (* 1962), Politiker, Landesminister und Fraktionsvorsitzender der CDU im Sächsischen Landtag

### Ehrenbürger
| Datum der Verleihung | Name                                       | Geburtsjahr | Sterbejahr | Bemerkung |
| -------------------- | ------------------------------------------ | ----------- | ---------- | --- |
| 26. Februar 1839     | Heinrich Karl Eichstädt                    | 1771        | 1848       | Altphilologe, Geheimer Hofrat in Jena                                                                                |
| 8. Januar 1842       | Johann Friedrich Anders                    | 1828        | 1842       | Vorbild der Menschen im Jahr 1842                                                                                    |
| 23. Dezember 1845    | Carl Gottfried Grohmann                    | 1784        | 1853       | Hofsekretär und Kammerzahlmeister aus Dresden                                                                        |
| 4. Januar 1875       | Ernst Wilhelm Stübel                       | 1806        | 1889       | Bürgermeister von 1853 bis 1874 in Oschatz                                                                           |
| 2. Oktober 1876      | Gottlob Wilhelm Moritz Kopp                | 1815        | 1880       | Stadtverordnetenvorsteher, Bankier, Sparkassen-Kassierer in Oschatz                                                  |
| 27. April 1882       | Dr. med. Franz Gustav Hase                 | 1802        | 1885       | praktischer Arzt in Oschatz                                                                                          |
| 6. Juli 1888         | Friedrich Wilhelm Lehmann                  | 1814        | 1892       | erster besoldeter Stadtrat von 1869 bis 1892 in Oschatz                                                              |
| 19. November 1888    | Gottlieb Ehrenfried Nitzsche               | 1813        | 1889       | zweiter besoldeter Stadtrat von 1869 bis 1889 in Oschatz                                                             |
| 31. Dezember 1891    | Robert Carl Gadegast                       | 1828        | 1907       | Ökonomie- und Stadtrat, Rittergutsbesitzer                                                                           |
| 1. Oktober 1893      | Dr. med. Ernst Moritz Siegert              | 1820        | 1896       | Königlicher Stadtbezirksarzt in Oschatz                                                                              |
| 20. November 1893    | Dr. med. h. c. Friedrich Wilhelm Bernhardt | 1814        | 1900       | Assistenz- und Stadtwundarzt                                                                                         |
| 1. April 1895        | Fürst Otto von Bismarck-Schönhausen        | 1815        | 1898       | Reichskanzler |
| 20. Juli 1895        | Ernst Adolf Schmorl                        | 1818        | 1907       | Königlich Sächsischer Notar und Rechtsanwalt, Stadtrat                                                               |
| 1. März 1909         | Carl Gottfried Kutzsche                    | 1845        | 1925       | erster besoldeter Stadtrat 1892–1914 und stellv. Bürgermeister                                                       |
| 29. Juni 1914        | Ernst Robert Härtwig                       | 1846        | 1931       | Bürgermeister 1879–1914                                                                                              |
| 30. Dezember 1921    | Hans Julias Schmorl                        | 1859        | 1940       | Justizrat, Königlich Sächsischer Notar, Rechtsanwalt in Oschatz                                                      |
| 1. Oktober 1932      | Theodor Georg Schulze                      | 1867        | 1943       | erster besoldeter Stadtrat und Bürgermeister von 1923 bis 1932                                                       |
| 27. Oktober 1995     | Gertrud Käthe Lydia Ludwig                 | 1905        | 2001       | Initiatorin einer Demonstration von Oschatzern am 25. April 1945 zur kampflosen Übergabe der Stadt an die Alliierten |
| 3. Oktober 2000      | Andreas Hans Berthold Zehme                | 1938        | 2023       | Pfarrer i. R. (BVK)                                                                                                  |
| 5. Januar 2010       | Dr. theol. Martin Kupke                    | 1940        |            | Superintendent des Kreises Oschatz 1986–1999, für seine Verdienste während der friedlichen Revolution im Herbst 1989 |

Daneben - und hier bislang nicht aufgelistet: Juni 1933: Martin Mutschmann (1879–1947), NSDAP-Gauleiter und Reichsstatthalter von Sachsen.
- Quelle: „Rund um den Collm“ Ausgabe Nr. 11 (217) 1995
- Kirchbuch Oschatz 1784 Nummer 106 Carl Gottfried Grohmann
- Kirchbuch Oschatz 1771 Nr. 63 8. August geb. getauft 11. August Heinrich Carl Abraham ein Sohn von M. Johann Abraham Eichstädt, Archidiaconi